# Nicklas Carlsson
Nicklas Carlsson, född 13 november 1979 i Stockholm, är en svensk före detta fotbollsspelare. Han var från och med säsongen 2011 kontrakterad med IF Brommapojkarna tills han avslutade sin karriär i november 2012.
Före proffs-karriären spelade Carlsson i den något mindre Stockholmsklubben IF Brommapojkarna. Efter ett år som ungdom i klubben flyttade hans familj till norrländska Delsbo och då fick Carlsson spela i ortens klubb Delsbo IF. 5 år senare återvände Nicklas Carlsson till Stockholm och Brommapojkarna. 
1999 inledde Carlsson sin proffskarriär i Brommapojkarnas seniorlag. Här gjorde han 124 matcher/9 mål. 2003 lämnade han Sverige för danska AGF Århus. I AGF gjorde Carlsson 39 matcher/0 mål. Året efter, 2004, flyttade han hem till Sverige igen och skrev kontrakt med AIK.
Den 3 oktober 2005 i Superettan slog AIK Västerås SK med 2–1 och säkrade en plats i Allsvenskan. Nicklas Carlsson stod för båda AIK:s mål i den matchen.
Efter säsongerna i AIK bytte Carlsson klubbadress till IFK Göteborg där han spelade till och med säsongen 2010. Den 1 december 2010 presenterades Carlsson som moderklubben Brommapojkarnas första nyförvärv inför säsongen 2011  där förhoppningen för klubben är att komma tillbaks till Allsvenskan direkt efter att ha åkt ur 2010.

## Seriematcher och mål
- 2012: 18 / 0 (Superettan, BP)
- 2011: 25 / 0 (Superettan, BP)
- 2010: 12 / 0 (Allsvenskan, IFK Göteborg)
- 2009: 6 / 0 (Allsvenskan, IFK Göteborg)
- 2008: 2 / 0 (Allsvenskan, IFK Göteborg)
- 2007: 17 / 1 (Allsvenskan, AIK)
- 2006: 21 / 3 (Allsvenskan, AIK)
- 2005: 29 / 7 (Superettan, AIK)
- 2004: ?
- 2003: 13 / 2 (Superettan, BP)
- 2002: 29 / 5 (Superettan, BP)